# Parafia Wniebowzięcia Najświętszej Maryi Panny w Czarnocinie
Parafia Wniebowzięcia Najświętszej Maryi Panny w Czarnocinie – parafia rzymskokatolicka znajdująca się w archidiecezji łódzkiej w dekanacie tuszyńskim.

## Zasięg parafii
Do parafii należą wierni z miejscowości: Czarnocin, Bieżywody, Biskupia Wola, Budy Szynczyckie, Kalska Wola, 
Remiszewice, Szynczyce, Tychów, Wola Kutowa, Zamość i Zawodzie.

## Stałe wydarzenia liturgiczne w Parafii
- Rekolekcje Adwentowe – czwartek, piątek i sobota drugiego tygodnia Adwentu
- Rekolekcje Wielkopostne – czwartek, piątek i sobota trzeciego tygodnia Wielkiego Postu
- Nowenna do Matki Bożej Nieustającej Pomocy – środa
- Odpust ku czci Wniebowzięcia Najświętszej Maryi Panny – 15 sierpnia

Nadchodzące wydarzenie:
- I Komunia święta
- Rocznica I Komunii
- Bierzmowanie